# 南アフリカグランプリ
南アフリカグランプリ（南アフリカGP, South African Grand Prix）は、南アフリカ共和国で行われていたF1グランプリのレース。1962年・1963年・1965年にイースト・ロンドン・サーキットで、1967年から1985年と1992年・1993年にキャラミで行われた（1981年は非選手権として開催された）。
ヨーロッパと季節が反対になる南半球で開催されるグランプリであることから、シーズンの開幕戦または最終戦として開催されることが多かった。初期の頃は年末年始に行われたため、1965年と1968年の決勝レースは1月1日に行われてた。つまり、2年にわたってのグランプリウィークということになる。
南アフリカ政府のアパルトヘイト政策への抗議のため、1985年をもって中断。アパルトヘイトが撤廃された1992年から再び開催されるも、オフィシャルや設備の悪さ・ヨーロッパからの移動経費の負担・イベント入場者などの問題から評価が低く2年で開催中止となった。
一時はケープタウンでの開催復活も検討されていたが、F1を運営するリバティメディアはアフリカ大陸でのグランプリ開催復活を希望しており、キャラミでの開催復活の方向で話し合いを進め、早ければ2023年にも開催復活する可能性があったが、計画は断念された。
しかし、ケープタウンはDHLスタジアム周辺に市街地コースを設置する予定があり、キャラミもF1開催のためにコースのアップグレードを行えるようになった。南アフリカとしては早ければ2027年から開催にこぎつけたい考えで、そのためのプロモーターを募集している。キャラミは2025年6月17日にFIAからグレード1の認定を受けるための改修工事をまもなく開始すると発表し、2028年末の完成を目処に工事を終わらせる目標を立て、2029年からの開催復活を目指す考えである。

## 過去の結果と開催サーキット
- ピンク地はF1世界選手権以外で開催された年。

### 第二次世界大戦前 (1934年-1939年)
| 年   | 決勝日     | サーキット         | 勝者                       | コンストラクター | 結果       |
| ---- | ---------- | ------------------ | -------------------------- | ---------------- | ---------- |
| 1934 | 12月27日   | イースト・ロンドン | ホイットニー・ストレイト   | マセラティ       | [ 7 ]      |
| 1935 | 開催されず | 開催されず         | 開催されず                 | 開催されず       | 開催されず |
| 1936 | 01月01日   | イースト・ロンドン | マリオ・マッツァクラーティ | ブガッティ       | [ 8 ]      |
| 1937 | 01月01日   | イースト・ロンドン | パット・フェアフィールド   | ERA              | [ 9 ]      |
| 1938 | 01月01日   | イースト・ロンドン | ブラー・マイヤー           | ライレー         | [ 10 ]     |
| 1939 | 01月02日   | イースト・ロンドン | ルイジ・ヴィロレージ       | マセラティ       | 詳細       |

### 第二次世界大戦後 (1960年-1993年)
1960年は2回開催された。1981年は国際自動車スポーツ連盟(FISA)とフォーミュラ・ワン・コンストラクターズ・アソシエーション(FOCA)の論争により、FOCAの独自開催となったため選手権レースから外された。
| 年          | 決勝日                                     | ラウンド                                   | サーキット                                 | 勝者                                       | コンストラクター （括弧内はプライベートチーム） | 結果                                       |
| ----------- | ------------------------------------------ | ------------------------------------------ | ------------------------------------------ | ------------------------------------------ | ----------------------------------------------- | ------------------------------------------ |
| 1960        | 01月01日                                   | 非選手権                                   | イースト・ロンドン                         | ポール・フレール                           | クーパー-クライマックス                         | 詳細                                       |
| 1960        | 12月27日                                   | 非選手権                                   | イースト・ロンドン                         | スターリング・モス                         | ポルシェ                                        | 詳細                                       |
| 1961        | 12月26日                                   | 非選手権                                   | イースト・ロンドン                         | ジム・クラーク                             | ロータス-クライマックス                         | 詳細                                       |
| 1962        | 12月29日                                   | 9                                          | イースト・ロンドン                         | グラハム・ヒル                             | BRM                                             | 詳細                                       |
| 1963        | 12月28日                                   | 10                                         | イースト・ロンドン                         | ジム・クラーク                             | ロータス-クライマックス                         | 詳細                                       |
| 1964        | 開催されず                                 | 開催されず                                 | 開催されず                                 | 開催されず                                 | 開催されず                                      | 開催されず                                 |
| 1965        | 01月01日                                   | 1                                          | イースト・ロンドン                         | ジム・クラーク                             | ロータス-クライマックス                         | 詳細                                       |
| 1966        | 01月01日                                   | 非選手権                                   | イースト・ロンドン                         | マイク・スペンス                           | ロータス-クライマックス                         | 詳細                                       |
| 1967        | 01月02日                                   | 1                                          | キャラミ                                   | ペドロ・ロドリゲス                         | クーパー-マセラティ                             | 詳細                                       |
| 1968        | 01月01日                                   | 1                                          | キャラミ                                   | ジム・クラーク                             | ロータス-フォード                               | 詳細                                       |
| 1969        | 03月01日                                   | 1                                          | キャラミ                                   | ジャッキー・スチュワート                   | マトラ-フォード （マトラ・インターナショナル）  | 詳細                                       |
| 1970        | 03月07日                                   | 1                                          | キャラミ                                   | ジャック・ブラバム                         | ブラバム-フォード                               | 詳細                                       |
| 1971        | 03月06日                                   | 1                                          | キャラミ                                   | マリオ・アンドレッティ                     | フェラーリ                                      | 詳細                                       |
| 1972        | 03月04日                                   | 2                                          | キャラミ                                   | デニス・ハルム                             | マクラーレン-フォード                           | 詳細                                       |
| 1973        | 03月03日                                   | 3                                          | キャラミ                                   | ジャッキー・スチュワート                   | ティレル-フォード                               | 詳細                                       |
| 1974        | 03月30日                                   | 3                                          | キャラミ                                   | カルロス・ロイテマン                       | ブラバム-フォード                               | 詳細                                       |
| 1975        | 03月01日                                   | 3                                          | キャラミ                                   | ジョディー・シェクター                     | ティレル-フォード                               | 詳細                                       |
| 1976        | 03月06日                                   | 2                                          | キャラミ                                   | ニキ・ラウダ                               | フェラーリ                                      | 詳細                                       |
| 1977        | 03月05日                                   | 3                                          | キャラミ                                   | ニキ・ラウダ                               | フェラーリ                                      | 詳細                                       |
| 1978        | 03月04日                                   | 3                                          | キャラミ                                   | ロニー・ピーターソン                       | ロータス-フォード                               | 詳細                                       |
| 1979        | 03月03日                                   | 3                                          | キャラミ                                   | ジル・ヴィルヌーヴ                         | フェラーリ                                      | 詳細                                       |
| 1980        | 03月01日                                   | 3                                          | キャラミ                                   | ルネ・アルヌー                             | ルノー                                          | 詳細                                       |
| 1981        | 02月07日                                   | 非選手権                                   | キャラミ                                   | カルロス・ロイテマン                       | ウィリアムズ-フォード                           | 詳細                                       |
| 1982        | 01月23日                                   | 1                                          | キャラミ                                   | アラン・プロスト                           | ルノー                                          | 詳細                                       |
| 1983        | 10月15日                                   | 15                                         | キャラミ                                   | リカルド・パトレーゼ                       | ブラバム-BMW                                    | 詳細                                       |
| 1984        | 04月07日                                   | 2                                          | キャラミ                                   | ニキ・ラウダ                               | マクラーレン-TAG                                | 詳細                                       |
| 1985        | 10月19日                                   | 15                                         | キャラミ                                   | ナイジェル・マンセル                       | ウィリアムズ-ホンダ                             | 詳細                                       |
| 1986 - 1991 | アパルトヘイト政策への抗議により開催されず | アパルトヘイト政策への抗議により開催されず | アパルトヘイト政策への抗議により開催されず | アパルトヘイト政策への抗議により開催されず | アパルトヘイト政策への抗議により開催されず      | アパルトヘイト政策への抗議により開催されず |
| 1992        | 03月01日                                   | 1                                          | キャラミ                                   | ナイジェル・マンセル                       | ウィリアムズ-ルノー                             | 詳細                                       |
| 1993        | 03月14日                                   | 1                                          | キャラミ                                   | アラン・プロスト                           | ウィリアムズ-ルノー                             | 詳細                                       |

### 開催されたサーキット

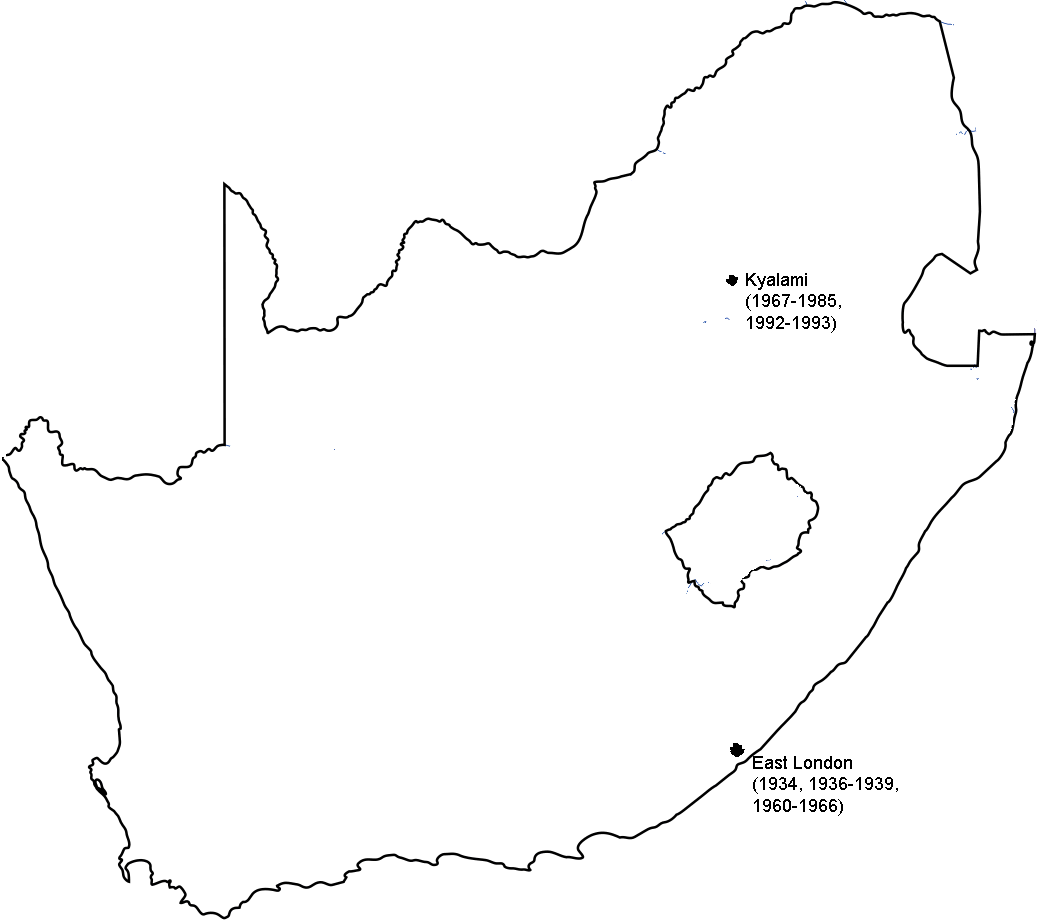
南アフリカGPが開催されたサーキット

イースト・ロンドン (1934)
イースト・ロンドン (1936-1939)
イースト・ロンドン (1960-1966)
キャラミ (1967-1985)
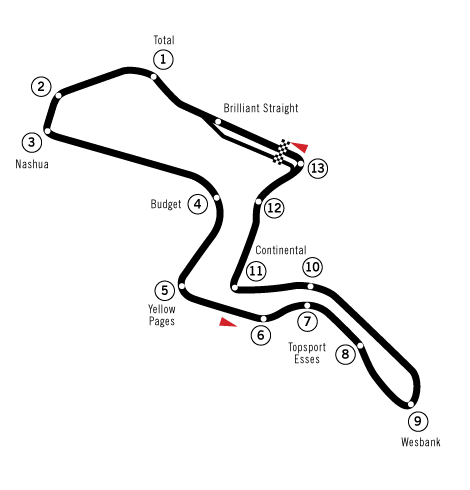
キャラミ (1992-1993)

## 優勝回数
複数回勝利を挙げた者のみ対象とする。

### ドライバー
| 回数 | ドライバー               | 優勝年                 |
| ---- | ------------------------ | ---------------------- |
| 4    | ジム・クラーク           | 1961, 1963, 1965, 1968 |
| 3    | ニキ・ラウダ             | 1976, 1977, 1984       |
| 2    | ジャッキー・スチュワート | 1969, 1973             |
| 2    | カルロス・ロイテマン     | 1974, 1981             |
| 2    | ナイジェル・マンセル     | 1985, 1992             |
| 2    | アラン・プロスト         | 1982, 1993             |

- ピンク地はF1世界選手権以外で開催された年。

### コンストラクター
| 回数 | コンストラクター | 優勝年                             |
| ---- | ---------------- | ---------------------------------- |
| 6    | ロータス         | 1961, 1963, 1965, 1966, 1968, 1978 |
| 4    | フェラーリ       | 1971, 1976, 1977, 1979             |
| 4    | ウィリアムズ     | 1981, 1985, 1992, 1993             |
| 2    | マセラティ       | 1934, 1939                         |
| 2    | クーパー         | 1960, 1967                         |
| 2    | ブラバム         | 1970, 1983                         |
| 2    | ティレル         | 1973, 1975                         |
| 2    | ルノー           | 1980, 1982                         |
| 2    | マクラーレン     | 1972, 1984                         |

- 太字は2025年のF1世界選手権に参戦中のコンストラクター。
- ピンク地はF1世界選手権以外で開催された年。

#### エンジン
（2勝以上）
| 回数 | メーカー       | 優勝年                                         |
| ---- | -------------- | ---------------------------------------------- |
| 8    | フォード       | 1968, 1969, 1970, 1972, 1973, 1974, 1975, 1981 |
| 5    | クライマックス | 1960, 1961, 1963, 1965, 1966                   |
| 4    | フェラーリ     | 1971, 1976, 1977, 1979                         |
| 4    | ルノー         | 1980, 1982, 1992, 1993                         |
| 3    | マセラティ     | 1934, 1939, 1967                               |

- 太字は2025年のF1世界選手権に参戦中のメーカー。

1. ↑  コスワースが製造。